# Heppsora indica
Heppsora indica är en lavart som beskrevs av D.D. Awasthi & Kr.P. Singh 1977. Heppsora indica ingår i släktet Heppsora och familjen Tephromelataceae.   Inga underarter finns listade i Catalogue of Life.